# کریستیان مارتینز کابرال
کریستیان مارتینز کابرال (انگلیسی: Cristian Martins Cabral؛ زادهٔ ۲۸ اوت ۱۹۷۹) بازیکن فوتبال اهل برزیل است.
از باشگاه‌هایی که در آن بازی کرده‌است می‌توان به باشگاه ورزشی ویتوریا، باشگاه فوتبال پالمیراس، باشگاه فوتبال کوریتیبا، باشگاه ورزشی فورتالزا، و باشگاه فوتبال خزر لنکران اشاره کرد.